# 狭翼风毛菊
狭翼风毛菊（学名：Saussurea frondosa）是菊科风毛菊属的植物，为中国的特有植物。分布于中国大陆的山西、河南等地，生长于海拔1,450米至2,300米的地区，多生长在山城林下，目前尚未由人工引种栽培。